# Onura griseus
Onura griseus är en insektsart som beskrevs av Rauno E. Linnavuori 1955. Onura griseus ingår i släktet Onura och familjen dvärgstritar. Inga underarter finns listade i Catalogue of Life.